# Materializm a empiriokrytycyzm
Materializm a empiriokrytycyzm. Krytyczne uwagi o pewnej reakcyjnej filozofii (ros. Материализм и эмпириокритицизм. Критические заметки об одной реакционной философии) – główna praca filozoficzna Włodzimierza Lenina, napisana w 1908 roku i opublikowana w maju 1909.

## Historia
W początkach XX wieku wśród rosyjskich marksistów popularne były idee Ernsta Macha i Richarda Avenariusa. Bezpośrednim asumptem była książka „Szkice z filozofii marksizmu” (ros. Очерки по философии марксизма, Oczerki po fiłosofii marksizma) zawierająca artykuły Aleksandra Bogdanowa, Anatola Łunaczarskiego, W. Bazarowa i innych autorów, którzy dążyli do połączenia marksizmu z empiriokrytycyzmem.  Ta synteza machizmu i marksizmu podważała stanowisko ideologiczne na którym opierała się partia bolszewików. Wśród marksistów bolszewickich pojawiła się potrzeba ukazania „reakcyjnej” istoty myśli Ernsta Macha oraz obrona marksizmu w wersji bolszewickiej, w tym wyłożenie podstawowych kwestii materializmu dialektycznego, co zrealizował Lenin w swej książce. Przeciwko empiriokrytycyzmowi i jego rosyjskim zwolennikom najwcześniej w Rosji wystąpił Gieorgij Plechanow, ale to Lenin przeprowadził głębszą teoretycznie analizę empiriokrytycyzmu.
W książce Materializm a empiriokrytycyzm Lenin postawił sobie jako jedno z głównych zadań powiązanie idei Ernsta Macha z jedną ze szkół w fizyce XX wieku, a równocześnie wykazanie że roszczenia empiriokrytycyzmu do tytułu „filozofii współczesnego przyrodoznawstwa” były bezpodstawne.

## Zawartość
W książce „Materializm a empiriokrytycyzm” Lenin starał się wykazać klasowe źródła machizmu, dowodząc, że służył on burżuazji w jej walce z proletariatem oraz z materializmem dialektycznym i historycznym. Broniąc swojego rozumienia materializmu marksistowskiego, Lenin zdefiniował materię, rozwinął engelsowskie sformułowanie podstawowego zagadnienia filozofii, poddał krytyce agnostyczną teorię symboli (hieroglifów) Helmholtza oraz uzasadnił dialektyczno-materialistyczną teorię odbicia.

## Recepcja i polemiki
Obok "Zeszytów filozoficznych" książka "Materializm a empiriokrytycyzm" stanowiła leninowski etap w rozwoju filozofii marksistowskiej.